# Monochaetum rodriguezii
Monochaetum rodriguezii är en tvåhjärtbladig växtart som beskrevs av John Julius Wurdack. Monochaetum rodriguezii ingår i släktet Monochaetum och familjen Melastomataceae. Inga underarter finns listade i Catalogue of Life.